# Груздово (Куньинский район)
Груздово — деревня в Куньинском районе Псковской области России. Входит в состав Каськовской волости.

## География
Расположена в 12 км к юго-востоку от райцентра, пгт Кунья, в 3 км от северо-западного побережья Жижицкого озера.

## Население
| 2001 | 2002 | 2010 |
| ---- | ---- | ---- |
| 157  | ↘109 | ↗113 |

Численность населения деревни по оценке на начало 2001 года составляла 157 жителей.

## Известные уроженцы и жители
Родилась Людмила Чурсина, по её собственному рассказу, 20 июля 1941 года, в медсанбате, близ д. Груздово Псковской области, во время переезда (эвакуации) её матери в среднеазиатский город Ленинабад.